# Mette Nielsen (Fußballspielerin)
Mette Nielsen (* 15. Juni 1964) ist eine ehemalige dänische Fußballspielerin.

## Karriere
Nielsen spielte zumindest in den Jahren 1989 bis 1991 beim Vorup Frederiksberg BK, einem Verein aus Randers. Am 15. März 1989 kam Nielsen beim 3:2-Sieg über Italien zu ihrem ersten Einsatz für die dänische Nationalmannschaft. Im Jahr 1991 nahm sie an der Weltmeisterschaft teil, wo sie auf drei Einsätze kam; die 0:1-Niederlage am 24. November 1991 gegen Deutschland im WM-Viertelfinale blieb ihr 22. und letztes Länderspiel.